# لويس بوكستون
لويس بوكستون (بالإنجليزية: Lewis Buxton)‏ (10 ديسمبر 1983 في المملكة المتحدة - ) هو لاعب كرة قدم بريطاني في مركز الدفاع. لعب مع ستوك سيتي وشيفيلد وينزداي ونادي بورتسموث ونادي بورنموث ونادي روذرهام يونايتد ونادي إكزتر سيتي.

## وصلات خارجية
- لويس بوكستون على موقع قاعدة بيانات كرة القدم.إي يو (الإنجليزية)
- لويس بوكستون على موقع Soccerbase.com (لاعب) (الإنجليزية)
- لويس بوكستون على موقع Soccerway.com (الإنجليزية)
- لويس بوكستون على موقع عالم كرة القدم.نت (الإنجليزية)